# Horrorcore
Horrorcore (ook bekend als Death Rap, Murder Rap, Acid Rap en Wicked Shit) is een sub-genre van horror punk en hiphopmuziek die ontstaan is door pioneers zoals Kool Keith, Insane Poetry, Ganxsta NIP, Esham, The Flatlinerz, KGP, Brotha Lynch Hung, The Gravediggaz en Petah "FunkMaster" Flex.
Horrorcore is een term die gemaakt is door Russell Simmons. Hij verwees naar hiphop als "hardcore rap met horrorfilmthema's". Russell Simmons experimenteerde met deze gedachte en vormde de groep The Flatlinerz.

## Teksten
Horrorcore teksten omvatten veel verschillende onderwerpen. Er zijn normaal gesproken twee takken van horrorcore teksten, de serieuze tak en de humoristische tak.
De serieuze tak houdt zich onder andere bezig met levens kwesties, criminaliteit, moord en armoede. De teksten binnen de andere tak kunnen overal over gaan, maar vooral over moord, psychopaten, seksisme en dergelijke, met een humoristische benadering. Er is ook een fictieve tak, een mix van teksten, serieus en humoristisch of met een sterke fictieve aard, zoals occultisme, satanisme en dergelijke.

## Make-up
Veel horrorcore artiesten dragen make-up, een gebruik gepopulariseerd door Psychopathic Records en de Insane Clown Posse. Sommigen volgen de voetsporen van de hier voor genoemde groep door clownachtige verf te gebruiken, terwijl anderen proberen hun eigen stijl te bedenken, vaak een mix van clown make-up en black metal corpse-paint.

## Underground
Hoewel sommige Horrorcore rappers alom bekend zijn geworden (bijvoorbeeld Insane Clown Posse), verkopen de meeste Horrorcore record labels en artiesten bijna nooit meer dan een paar honderd albums (uitzondering: Psychopathic Records). Dat heeft veel te maken met het feit dat veel mensen de teksten aanstotend vinden, en de onderwerpen waarover gerapt wordt nog taboe zijn (bijvoorbeeld moord, necrofilie).

## Horrorcore/Acid Rap/Wicked Shit Debat
"Wicked Shit" en "Horrorcore" zijn exact hetzelfde. Er is geen noemenswaardig verschil tussen die twee en hun onderwerpen. Het verschil in de benaming is slechts een voorkeur van de artiest. Veel artiesten bedenken hun eigen benamingen voor hun muziek, zoals Shy One die claimt dat zijn muziek "Rap/Mystic/Horrorcore" is terwijl de meeste mensen het gewoon "horrorcore" zullen noemen.
Acid Rap verschilt wel een klein beetje. Acid Rap is minder extreem en bevat niet zulke schokkende teksten. Het staat dichter bij normale Hardcore Rap dan Horrorcore en heeft veel godsdienstelijke invloeden.
Esham Attica Smith bedacht de term acid rap. Hij bedacht de term acid rap met als doel om zichzelf te onderscheiden van andere horrorcore en hardcore rappers.

## Artiesten
Behalve de pioniers in de bovenste paragraaf genoemd, zijn er nog andere noemenswaardige artiesten in dit genre zoals: Rags, MC Mangina, MC Bushpig, Insane Clown Posse, Twiztid, Jay Impol (NL), Blaze Ya Dead Homie, Eminem, fetuseater, Anybody Killa, Dark Lotus, House of Krazees, Defekt, Necro, Dosia Demon, Ressurrector, Psycho Jesus, Deadman, Infektid Logik, Kung Fu Vampire en NATAS.